# L'Olimpiade (Pergolèse)
L'Olimpiade est un opéra sérieux ou dramma per musica en trois actes du compositeur italien Jean-Baptiste Pergolèse, qui apporta quelques modifications au livret homonyme de Métastase. L'œuvre fut créée pendant le carnaval de 1735 au Teatro Tordinona de Rome et est « probablement devenu la plus admirée » de la cinquantaine de mises en musique de ce livret de Métastase.
L'œuvre est considérée comme « l'un des plus beaux opéras sérieux du début du XVIIIe siècle ».

## Contexte
La nouvelle dynastie des Bourbons qui avait pris le pouvoir à Naples en mai 1734 se méfiait probablement de Pergolèse en raison de ses relations avec les cercles aristocratiques de l'ancien vice-royaume autrichien. Peut-être à cause de cette méfiance ou du simple échec de son opéra Adriano in Siria (produit la même année au Teatro San Bartolomeo et goûté, dit-on, par le nouveau roi, Charles VII), Pergolèse ne fut pas invité à participer à la saison théâtrale de Naples en 1735. Il accepta donc, sur commande du Teatro Tordinona de Rome, d'y inaugurer la saison du carnaval avec un opéra composé sur un livret récemment écrit par Métastase et déjà mis en musique par Antonio Caldara en 1733 et Antonio Vivaldi en 1734.
Le Teatro Tordinona était un théâtre qui remontait au XVIIe siècle, qu'on avait reconstruit récemment et qui appartenait à la Chambre apostolique : la situation financière précaire dans laquelle il se trouvait ne lui permettait pas de rivaliser avec les théâtres napolitains avec lesquels Pergolèse avait travaillé jusqu'alors. Métastase fut ennuyé de voir disparaître le chœur parce que le théâtre ne pouvait s'en payer un. Le fait que le pape interdisait aux femmes de chanter sur scène à Rome facilitait la prolifération des castrats, qui jouaient aussi les rôles féminins ; cinq membres de la distribution en étaient, et les deux autres rôles furent attribués à des ténors. Deux des castrats avaient chanté dans la première représentation de L'Olimpiade de Vivaldi à Venise : Marianino Nicolini passa du rôle secondaire d'Aminta au premier rôle féminin d'Aristea, tandis que Francesco Bilancioni passa du rôle de Megacle à celui de Licida. Pour le premier rôle masculin, le théâtre s'adressa à un chanteur remarquable de la chapelle Sixtine, Domenico Ricci, qui avait la permission de participer à des représentations théâtrales à Rome. Le premier rôle de ténor fut confié au baryténor Giovanni Battista Pinacci, qui faisait carrière depuis vingt ans et qui était récemment revenu de Londres, où il avait chanté dans des opéras de Haendel ; le second rôle féminin fut chanté par le jeune castrat Giovanni Tedeschi, qui allait devenir le célèbre imprésario du Teatro San Carlo dans les années 1760. Le reste de la distribution se composait de deux obscurs chanteurs de petits rôles, le ténor Nicola Licchesi et le contralto Carlo Brunetti, qui bénéficièrent néanmoins de l'attention particulière que Pergolèse porta à leurs partitions. Si le chœur était absent et tous les chanteurs ne jouissaient pas d'une grande renommée, l'orchestre était « plus imposant que les orchestres napolitains de l'époque, comme le démontre l'utilisation, parfois simultanée, de deux trompettes et de deux cors de chasse ».

## Histoire des représentations
L'œuvre eut sa première au début de janvier 1735 et inaugura la saison d'opéra. Ses représentations furent perturbées, car le deuil officiel de la princesse Marie-Clémentine Sobieska, épouse du prétendant au trône britannique James Stuart, entraîna la suspension des représentations théâtrales du 17 au 23 janvier, tandis que la fermeture postérieure des théâtres pour la Chandeleur empêcha l'ajout de supplémentaires avant les représentations du deuxième opéra de la saison, le Demofoonte de Francesco Ciampi. Aucune critique de la première ne subsiste. Le seul compte rendu qui nous est parvenu est celui que le compositeur Egidio Duni, rival de Pergolèse, fit à son collègue André Grétry des décennies plus tard, à savoir que la représentation avait été un fiasco total, au point qu'on avait lancé une orange à la tête de Pergolèse. Cependant, l'opéra acquit rapidement une renommée internationale, et « au cours des dix années suivantes, la musique de Pergolèse monopolisa presque les pastiches de L'Olimpiade dans toute l'Europe ». Des productions fondées sur la musique de Pergolèse furent présentées dans diverses cités : à Pérouse et à Cortona en 1738, à Sienne en 1741, peut-être à Florence en 1737, sûrement à Londres en 1742, où le pastiche offert au King's Theatre sous le titre de Meraspe, qui s'inspirait largement de la partition de Pergolèse (avec l'ajout de quatre ou cinq arias de Giuseppe Scarlatti, de Leonardo Leo et de Giovanni Battista Lampugnani), laissa une vive impression dans les années qui suivirent.
La large diffusion de L'Olimpiade de Pergolèse est attestée par le nombre inhabituel d'exemplaires manuscrits (plus de 20) de la partition qui subsistent ; cet opéra, avec La serva padrona et le Stabat Mater, ont assuré une renommée durable à Pergolèse dans toute l'Europe. Une interprétation de sa version de l'aria Se cerca, se dice avait fait, selon Charles Burney, une impression « rarement » égalée sur le public anglais. Dans la seconde moitié du XVIIIe siècle, cette aria devint « un terme de comparaison pour tous les compositeurs postérieurs [...] Son succès fut tel qu'on la parodiait encore des décennies plus tard, même de façon légèrement lourde », comme dans I due supposti conti de Cimarosa (en 1784), où un personnage qui vient d'avaler un puissant laxatif quitte la scène en chantant Se cerca, se dice:/'Il conte dov'è?'/rispondi che il conte/correndo partì (Si elle me cherche, si elle dit :/Où est le comte ?/réponds que le comte/est parti en courant). Même dans les années 1810, Stendhal consacrait une analyse passionnée de l'œuvre dans ses lettres sur Métastase, où il faisait remarquer que l'air Se cerca, se dice « est su par cœur de toute l'Italie, et c'est peut-être la principale raison pour laquelle on ne reprend pas l'Olympiade. Aucun directeur ne voudrait se hasarder à faire jouer un opéra dont l'air principal serait déjà dans la mémoire de tous ses auditeurs. »
Dans l'ère moderne, après une brève reprise de l'œuvre au Teatro della Fortuna à Fano et au Teatro Pergolesi à Jesi pour souligner le bicentenaire de la mort de Pergolèse (prévue pour 1936, mais reportée à 1937) et quelques représentations en Allemagne, L'Olimpiade ne réapparut qu'en version concert en 1992 dans le cadre du IVe Festival international de Gerace à l'église San Francesco. Cette représentation est à l'origine du premier enregistrement de cet opéra. Une seconde série de représentations eut lieu en 1996 sous la baguette de William Christie dans divers lieux de France, y compris le théâtre du Châtelet à Paris. Les premières représentations mises en scène du XXIe siècle eurent lieu en 2003 aux théâtres de l'Émilie-Romagne (Modène, Reggio d'Émilie, Parme et Plaisance), sous la baguette d'Ottavio Dantone dans une production d'Italo Nunziata. L'opéra a été représenté plusieurs fois depuis. Unitel Classics fit un enregistrement vidéo de la version « magnifique » présentée en 2011 au Festival Pergolesi Spontini à Jesi sous la baguette d'Alessandro De Marchi  dans une mise en scène d'Italo Nunziata.

## Structure
L'Olimpiade se compose des pièces musicales suivantes :
- une sinfonia ;
- 24 arias ;
- un duo ;
- une marche ;
- un quatuor final ;
- des récitatifs secs ;
- un récitatif accompagné.

Les arias sont d'ordinaire accompagnées des seules cordes ; pour six d'entre elles, l'orchestre est agrandie par des hautbois et des cors, et pour trois autres, par des trompettes. Cet orchestre élargi participe aussi à l'ouverture.
Comme il était d'usage à Rome, la mise en musique du livret de Métastase respecte assez l'original : hormis la suppression inévitable des chœurs, Pergolèse s'est limité à ajouter cinq arias, dont une de remplacement. Dans la scène 3 de l'acte III, l'aria que Métastase avait écrite pour Megacle, Lo seguitai felice, fut remplacée par quelques lignes de récitatif et un long air de bravoure, Torbido in volto e nero, accompagné d'un orchestre divisé. Sur les quatre autres arias, trois étaient pour les deux seconds rôles négligés par Métastase (Talor guerriero invitto pour Aminta au premier acte, Apportator son io et L'infelice in questo stato pour Alcandro au deuxième et au troisième acte respectivement), et une aria émouvante fut aussi insérée dans le troisième acte pour Licida, Nella fatal mia sorte.

## Auto-emprunts
Exception faite de Nella fatal mia sorte, la musique qui accompagne les autres modifications du livret de Métastase provient d’Adriano in Siria du compositeur, enrichie en partie par une instrumentation supplémentaire : le texte des trois arias des seconds rôles est complètement modifié, et celui de l'air de remplacement pour Megacle est une copie textuelle. Pergolesi s'est aussi servi de la musique de l'aria Leon piagato a morte d'Osroa (acte II d'Adriano) pour accompagner les vers originaux de Métastase dans la seconde aria d'Aminta (acte III), Son qual per mare ignoto.
D'autres morceaux de musique sont partagés avec La conversione e morte di San Guglielmo (en) (La conversion et la mort de saint Guillaume), « drame sacré » que le compositeur écrivit comme dernier exercice lors de ses études au Conservatoire dei Poveri di Gesù Cristo. C'est le cas notamment de la sinfonia et d'au moins deux autres morceaux remarquables où le texte de Métastase resta tel quel : l'aria Tu di saper procura d'Aristea (qui correspond au solo de l'ange Fremi pur quanto vuoi) et le seul duo, Ne' giorni tuoi felici, placé à la fin du premier acte pour Megacle et Aristea (qui correspond au duo Di pace e di contento pour saint Guillaume et le père Arsenio). Étant donné que la partition autographe de l'œuvre antérieure n'a pas subsisté, il se peut même que ce ne soit pas l'opéra L'Olimpiade qui ait emprunté à Guglielmo, mais l'inverse et que la musique de L'Olimpiade ait été réemployée dans les reprises postérieures de l'autre œuvre à Naples, qui sont attestées par les partitions de Guglielmo qui nous sont parvenues. Quel que soit le cas, ce duo fut célèbre tout au long du XVIIIe siècle,.

## Évaluation critique
Reinhard Strohm résume ainsi la signification historique de L'Olimpiade dans son œuvre sur l'opéra italien du XVIIIe siècle :

« L'Olimpiade de Pergolèse représente un des moments heureux de l'histoire de l'opéra. Le chef-d'œuvre littéraire d'un Métastase parvenu aux sommets de son art (il avait à peine 35 ans quand il l'écrivit) connaît sa première floraison musicale aux mains du jeune compositeur de Jesi. Nombre de ceux qui ont loué ce drame l'auront fait en pensant sans le vouloir aux mélodies de Pergolèse. Dans sa partition, L'Olimpiade est un hymne à la jeunesse et à l'amour qui ne réussit peut-être jamais si bien qu'au théâtre musical. »

Malgré l'hétérogénéité que l'opéra aurait pu présenter par suite de son mode de composition, Raffaele Mellace fait écho aux remarques de Strohm lorsqu'il écrit, dans l'article « L'Olimpiade » du Dizionario del'Opera 2008 :

« Ce qui frappe l'auditeur, au-delà de tout écart entre les divers numéros de la partition, c'est le caractère substantiellement unitaire de l'invention musicale : une atmosphère de fraîcheur cordiale, joyeuse, s'exhale de chacune des pages de l'œuvre et se propage même aux airs des personnages secondaires et jusqu'à la marche du troisième acte, proposant une interprétation du texte en parfaite harmonie avec la poésie de Métastase et l'exaltation du binôme beauté-jeunesse particulière à ce drame. Les moments pathétiques sont circonscrits et peu nombreux, et la partition résout même les situations les plus émotivement déchirantes avec une grâce correspondant parfaitement au niveau expressif moyen des vers du poète, traités avec une sensibilité extraordinaire pour la déclamation (Strohm). »

## Rôles
| Rôle                                                                                 | Voix                     | Distribution à la première |
| ------------------------------------------------------------------------------------ | ------------------------ | -------------------------- |
| Clistene, roi de Sicyone                                                             | ténor                    | Giovanni Battista Pinacci  |
| Aristea, sa fille, amoureuse de Megacle                                              | castrat soprano travesti | Mariano Nicolini           |
| Argene, dame crétoise déguisée en bergère sous le nom de Licori, amoureuse de Licida | castrat soprano travesti | Giovanni Tedeschi          |
| Licida, fils présumé du roi de Crète et amoureux d'Aristea                           | castrat soprano          | Francesco Bilancioni       |
| Megacle. amoureux d'Aristea et ami de Licida                                         | castrat soprano          | Domenico Ricci             |
| Aminta, précepteur de Licida                                                         | ténor                    | Nicola Licchesi            |
| Alcandro, confident de Clistene                                                      | castrat contralto        | Carlo Brunetti             |

## Argument
Lieu : Grèce antique
Époque : pendant les Jeux olympiques

### Antécédents
Clistene, roi de Sycione, eut deux faux jumeaux, Filinto et Aristea, mais comme l'oracle de Delphes le lui conseilla après l'avoir averti du danger qu'il courrait d'être tué par son fils, il fit exposer le premier et conserva la seconde. Ayant grandi en beauté, celle-ci fut aimée de Megacle, jeune Athénien vaillant de la noblesse qui gagna plusieurs fois aux Jeux olympiques. Comme il ne pouvait l'obtenir du père, qui vouait une haine aux Athéniens, Megacle partit désespéré en Crète. Attaqué par des bandits dans cette île, il fut sauvé par Licida, fils présumé du roi de l'île, de sorte qu'il noua une amitié tendre et indissoluble avec son libérateur. Licida avait longuement aimé Argene, noble dame crétoise, et s'était secrètement fiancé à elle ; mais ayant découvert leur amour, le roi, résolu de ne pas permettre cette mésalliance, persécuta tant la malheureuse Argene qu'elle se vit contrainte d'abandonner sa patrie et de s'enfuir dans les campagnes d'Élide, où, sous le nom de Licori et en habit de bergerette, elle vécut à l'abri des ressentiments de ses parents et des violences de son souverain. Licida resta inconsolable de la fuite d'Argene et résolut quelque temps après de se rendre aux Jeux olympiques, en Élide, pour se distraire de sa tristesse. Il découvrit que le roi Clistene, élu président des Jeux, y proposait de donner sa fille, Aristea, au vainqueur. Licida la vit, l'admira, oublia les mésaventures de ses premières amours et s'en enticha, mais désespérant de pouvoir la conquérir, n'étant pas suffisamment entraîné aux exercices d'athlétisme pour les Jeux, il imagina de pallier son manque d'expérience par un artifice. Il se rappela que son ami avait gagné plusieurs fois des compétitions semblables et, ne sachant rien des anciennes amours de Megacle et d'Aristea, il résolut de recourir à lui et de le faire combattre sous le nom de Licida. Megacle vint donc aussi en Élide sur les instances de son ami, mais arriva si tard que son ami impatient en désespérait déjà. C'est à ce moment que débute la représentation de ce drame musical pour se terminer par la découverte de la véritable identité de Licida, qui n'est autre que Filinto, conclusion à laquelle mènent insensiblement les émois amoureux d'Aristea, l’amitié héroïque de Megacle, l’inconstance et les colères de Licida et la pitié généreuse de la fidèle Argene.

### Acte I
Dans une plaine boisée située aux alentours d'Olympie, Licida s'agite en présence de son précepteur, Aminta, en raison du retard de Megacle, allant jusqu'à douter de la loyauté de son ami et se proposant de participer lui-même aux compétitions, même si c'est sans espoir de vaincre. Cependant, Megacle survient et, mis au courant des projets de son ami, accepte de s'inscrire aux Jeux sous le nom de ce dernier.
Dans une campagne longeant l'Alphée en vue d'Olympie, Argene, sous le nom de Licori, est en train de tresser des guirlandes parmi des bergers et bergerettes quand arrive la princesse Aristea, avec laquelle elle s'est liée d'amitié. Aristea est en proie à l'angoisse à cause de la compétition qui va prochainement déterminer l'identité de son futur mari, mais demande à son amie de lui raconter plutôt ses peines passées et découvre comment Argene, membre d'une illustre famille crétoise, était tombée amoureuse du prince héritier Licida, mais avait dû fuir sa patrie pour ne pas être obligée d'épouser Megacle. En entendant ce nom, Aristea est évidemment secouée et comprend, grâce aux détails qu’ajoute Argene, qu'il s'agit bien de son amoureux, qui n'est toutefois pas encore arrivé aux Jeux et qui ne pourra donc pas concourir pour obtenir sa main. Après avoir inutilement tenté de convaincre Clistene de différer les Jeux, désespérée, Aristea conjure son amie d'aller à la recherche de l'amant absent (Tu di saper procura ).
Inscrit aux Jeux, Megacle est bouleversé quand Licida lui révèle l'identité de la femme pour laquelle il concourt, mais réussit à vaincre ses premiers mouvements de rébellion et, pour rester seul, feint de s'endormir après le long voyage qui l'a amené en Élide. Aristea survient après le départ de Licida et manifeste tout de suite sa joie à Mégacle et obtient de lui la confirmation d'être encore payée de retour (duo Ne' giorni tuoi felici). Cependant, le jeune tâche de l'éloigner parce qu'il a déjà décidé de faire prévaloir les liens de l'amitié et de la reconnaissance sur ceux de l'amour.

### Acte II
Les compétitions terminées, Alcandro vient annoncer à Aristea que le vainqueur est Licida (Apportator son io) : Aristea se plaint de son sort, pendant qu'Argene frémit de dédain pour l'homme qui lui avait juré un amour éternel. Encore sous le nom de Licida, Megacle demande au roi à retourner en Crète pour obtenir le consentement de son père au mariage et y épouser Aristea. Clistene agrée à sa demande.
Entre-temps, Aristea arrive et se réjouit de voir à sa grande surprise que la tête ceinte d'une couronne d'olivier est celle de Megacle. Cependant, celui-ci lui confesse toute la vérité, et elle s'évanouit. Il la confie à Licida (Se cerca, se dice) en prononçant des paroles de désespoir dont le prince ne comprend pas le motif. Quand elle reprend conscience, Aristea affronte Licida avec rage et part. Le prince de Crète n'y comprend rien et tombe en proie à l'angoisse après avoir rencontré Argene, qui le menace de tout raconter à Clistene. Aminta vient alors annoncer la mort de Megacle, qui, désespéré, s'est jeté dans le fleuve, et il en attribue la faute à l'égoïsme et à l'étourderie de Licida. En proie à mille sentiments contraires, le prince tâche de se remettre de ses nombreuses émotions, mais un autre problème s'ajoute : Alcandro lui annonce que le souverain a appris la duperie et ordonne au prince de quitter l'Élide avant la nuit sous peine de mort.

### Acte III
Megacle n'est pas mort : un pêcheur l'a sauvé. Cependant, tant Aristea que lui assurent ne plus avoir de raison de vivre. Entre-temps, Alcandro apprend aux deux amoureux, à Aminta et à Argene que Licida a voulu tuer le roi pendant que ce dernier sacrifiait dans le temple de Zeus. Avant de frapper avec le fer, troublé par le regard sévère de Clistene, le prince a laissé tomber l'arme. Selon Alcantro, condamné à la peine capitale, il attend d'être exécuté en réclamant la présence de son ami ( L’infelice in questo stato); Megacle part à sa rescousse ( Torbido in volto e nero), mais il sera intercepté par des gardes.
L'exécution est sur le point d'avoir lieu devant le temple. Clistene ne réussit pas à s'expliquer le chagrin démesuré qu'elle lui procure déjà, au point de la lui rendre pénible, mais la colère divine doit être apaisée. Licida a droit à un dernier souhait ; il demande à voir Megacle (Nella fatal mia sorte), le roi y agrée, et le prince en larmes est en train de dire adieu à son ami quand Argene arrive, prête à mourir à sa place en tant que son épouse, comme Alceste a remplacé Admète. Devant le refus de Clistene, qui ne croit pas une bergerette digne d'intervenir, elle dévoile son identité et la promesse de mariage en montrant le collier que Licida lui avait donné en gage d'amour. Clistene reconnaît ce bijou dès qu'il le voit. C'est le même que portait son fils Filinto encore dans les langes quand son serviteur Alcandro devait l'abandonner à la mer.
Tout finit par s'éclaircir. Licida est Filinto, ce que confirment Alcandro, en avouant qu'il n'avait pas eu le cœur d'obéir au roi, et Aminta, en témoignant qu'il avait pris soin de l'enfant dès le début. En dépit du fort sentiment éprouvé en retrouvant son fils, Clistene ne croit toutefois pas pouvoir violer la loi qui le condamne à mort et ordonne l'exécution en annonçant qu'il suivra son fils dans la mort. L'intervention de Megacle résout la situation : la journée où Clistene devait présider les Jeux est terminée, tout comme son pouvoir de décision, et le sort du coupable doit être remis au jugement du peuple, qui décide de sauver le fils délinquant pour sauver le père innocent. Licida, ému par l'amour d'Argene, accepte de l'épouser, tandis que Megacle et Aristea se marieront suivant la volonté du souverain.

## Enregistrements
| Année                 | Distribution (dans l'ordre suivant : Clistene, Aristea, Argene, Licida, Megacle, Aminta, Alcandro)                         | Chef d'orchestre Orchestre (Note)                                                                                   | Étiquette                                                               |
| Enregistrements audio | Enregistrements audio | Enregistrements audio                                                                                               | Enregistrements audio                                                   |
| --------------------- | --- | --- | ----------------------------------------------------------------------- |
| 1992                  | Ernesto Palacio, María Angeles Peters, Giovanna Manci, Adelaida Negri, Lucetta Bizzi, Raimundo Mettre, Irena Zaric         | Marco Armiliato Filarmonica de Stat Transilvania di Cluj (enregistrement sur le vif)                                | CD : - Arkadia «Akademia» - Agorá Musica Catalogue : 93 - New Ornamenti |
| 2011                  | Jeffrey Francis, Raffaella Milanesi, Ann-Beth Solvang, Jennifer Rivera, Olga Pasishnyk, Marcus Brutscher, Martin Oro       | Alessandro De Marchi Academia Montis Regalis (enregistrement sur le vif avec instruments d'époque, Innsbruck, 2010) | CD : - Deutsche Harmonia Mundi Catalogue : 88697807712                  |
| Enregistrements vidéo | | |                                                                         |
| 2013                  | Raul Gimenez (en), Lyubov Petrova, Yetzabel Arias Fernandez, Jennifer Rivera, Sofia Soloviy, Antonio Lozano, Milena Storti | Alessandro De Marchi Academia Montis Regalis (instruments d'époque, metteur en scène : Italo Nunziata)              | Arthaus : - Catalogue : 108 064 (Blu Ray) - Catalogue : 101 650 (DVD)   |

## Sources
- (it) Salvatore Caruselli (éd), Grande enciclopedia della musica lirica, Rome, Longanesi & C. Periodici S.p.A.
- Gabriele Catalucci et Fabio Maestri, notes d'introduction à l'enregistrement audio de San Guglielmo Duca d'Aquitania publié par Bongiovanni, Bologne, 1989, GB 2060/61-2.
- (it) Fabrizio Dorsi et Giuseppe Rausa, Storia dell'opera italiana, Turin, Paravia Bruno Mondadori, 2000, 717 p. (ISBN 978-88-424-9408-9).
- (it) Raffaele Mellace, « Olimpiade, L' », dans Piero Gelli et Filippo Poletti, Dizionario dell'opera 2008, Milan, Baldini Castoldi Dalai, 2007 (ISBN 978-88-6073-184-5, lire en ligne), p. 924–926
- (en) Dale E. Monson, « Olimpiade, L' », dans Stanley Sadie, The New Grove Dictionary of Opera, vol. III, p. 663.
- (en) Stanley Sadie, The New Grove Dictionary of Opera, New York, Grove (Oxford University Press), 1997 (ISBN 978-0-19-522186-2).
- (it) Claudio Toscani, « Pergolesi, Giovanni Battista », dans Dizionario Biografico degli Italiani, vol. 82, 2015 (lire en ligne).